# بهرمان ناري
بَهْرَمَان نَاريّ طائر ذو ألوان زاهية من جنس بهرم في فصيلة العتريسيات. توجد على طول غرب غاتس والساحل الغربي للهند وسريلانكا.